# ESCO Corporation

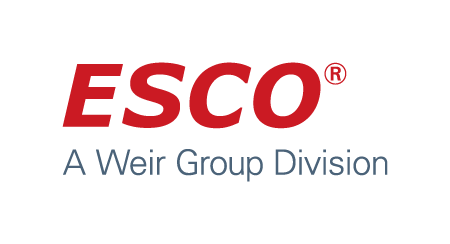
Neues Logo

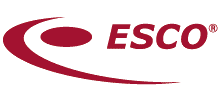
Altes Logo

ESCO Corporation ist ein US-amerikanisches Unternehmen mit Sitz in Portland, Oregon, ein Hersteller von Werkzeugen und Aggregaten für den Bergbau und den Bausektor. ESCO stellt Bagger, Planierraupen, Kabelschaufeln, Schleppleinen, Grader, Förderpumpen, Lippensysteme für Baggerschaufeln, Zerkleinerungsanlagen, Baggerschaufeln, Geräte für die Forstwirtschaft u. a. her.
Seit 2018 gehört ESCO zur britischen Weir Group.

## Geschichte
C.F. Swigert gründete die Electric Steel Foundry Company am 13. Juli 1913. Der importierte Elektroofen – der erste seiner Art im Westen der USA – sollte das Herzstück der kleinen Lohngießerei sein. In den 1920er Jahren wurden Lokomotiventeile hergestellt. Das Unternehmen erweiterte die Produktion um Produkte aus Stahlgusslegierungen. Es wurde Hadfields Manganstahl hergestellt, eine Legierung, die sich ideal für Anwendungen mit hoher Schlagfestigkeit wie Brechen, Bergbau und Bauwesen eignet. Es war 1926, als die Marke „ESCO“ zum ersten Mal verwendet wurde. Im folgenden Jahr wurde die erste Schleppschaufel von ESCO hergestellt, gefolgt von erdbewegenden Produktlinien. Während des Zweiten Weltkriegs wurde die Produktion von ESCO auf Rüstungsgüter umgestellt. Ventile und Ankerketten wurden für Marineschiffe hergestellt, Gussteile für Panzer und Flugzeuge. Am Standort Portland wurden Schleuder- und Schalengießereien sowie modernere metallurgische Laboreinrichtungen eingerichtet. In den 1950er Jahren stellt das Unternehmen Komponenten für die Atomindustrie her. Die ersten beiden kanadischen Werke wurden 1957 in der Nähe von Vancouver, British Columbia, gebaut. In den 1970er Jahren eröffnete ESCO hochautomatisierte Gießereien in Newton, Mississippi und Port Hope, Ontario. 1973 setzte es als erste Stahlgießerei der Welt das Argon Oxygen Decarburization Verfahren ein. In den 1980er Jahren stellte ein anhaltender Einbruch beim heimischen Bergbau und Holzeinschlag, das Handelshindernis eines starken Dollars und das Auslaufen mehrerer Schlüsselpatente, die alle ungefähr zur gleichen Zeit auftraten, das Unternehmen vor Probleme. Im Rahmen der darauf folgenden Konsolidierung wurde fast ein Drittel der Belegschaft entlassen. In den 1990er Jahren weitete ESCO die Aktivitäten in den Vereinigten Staaten, im Vereinigten Königreich und in Kanada aus. ESCO erwarb Impulse Hydraulics  in San Diego, die Shovel Dipper-Linie von AMSCO, und eröffnete die Gießerei in Guisborough im Vereinigten Königreich. Im folgenden Jahrzehnt erwarb das Unternehmen Pacal Blades. Mit Akquisitionen wie die Quality Steel Foundry konnte der Ölsandmarkt bedient werden. ESCO erweiterte auch die Luft- und Raumfahrtkapazitäten in Belgien und der Slowakei und baute Anlagen in Mexiko und China.

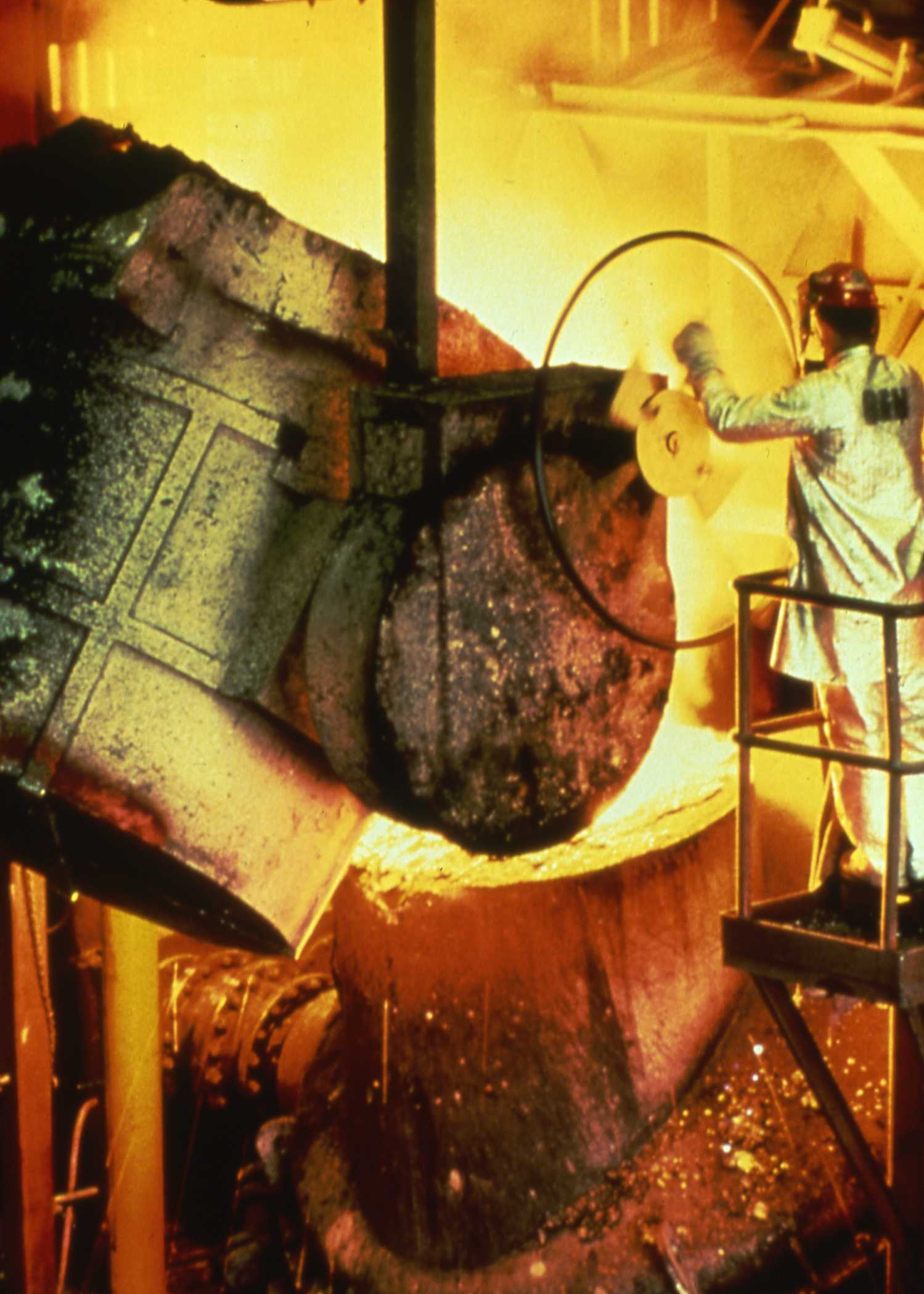
Esco Giesserei in Portland, Oregon

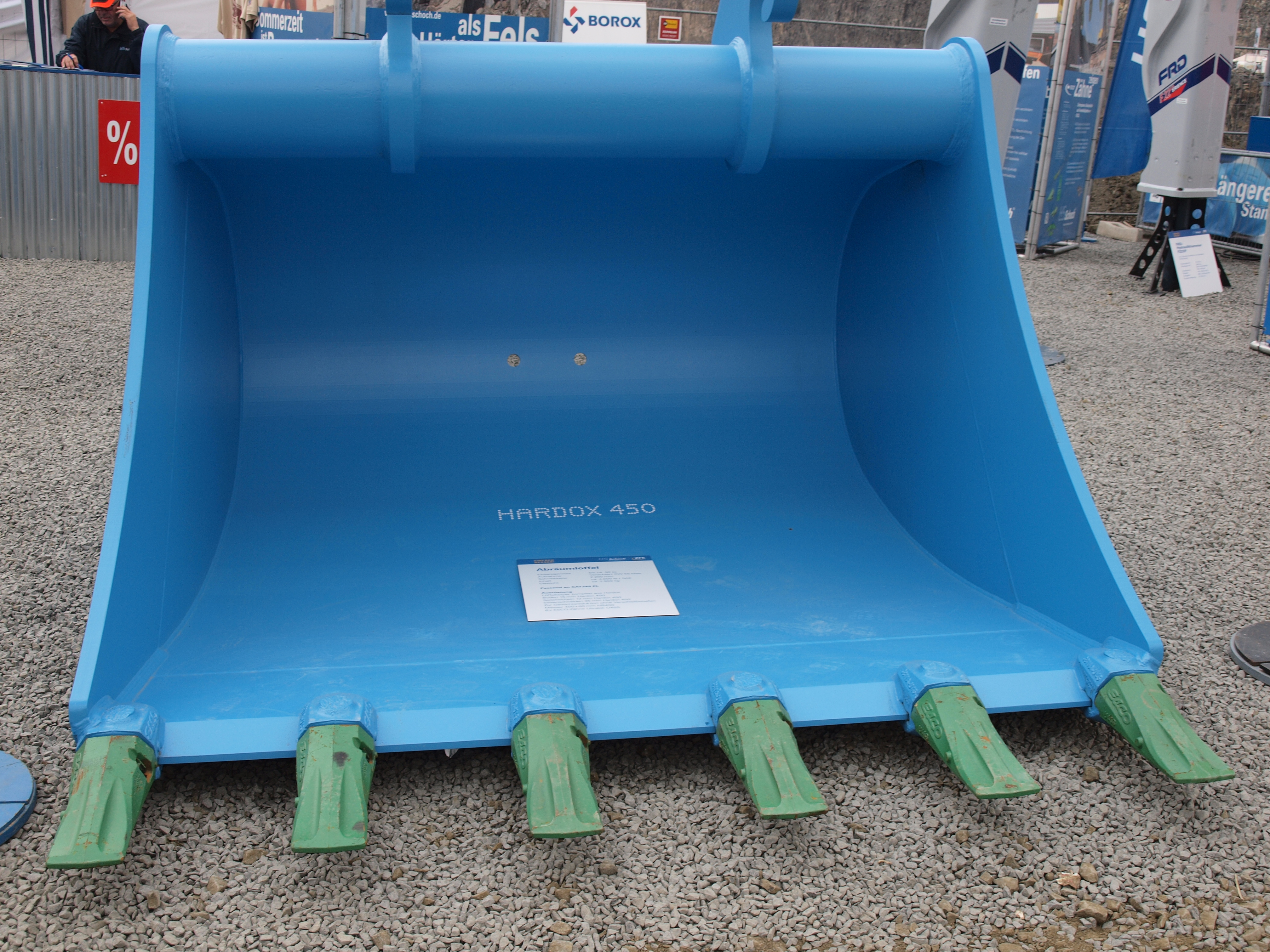
Bagger-Tieflöffel aus Hardox Stahl mit Zähnen aus ESCO-Gußmaterial